# Crocidura negrina
Crocidura negrina är en däggdjursart som beskrevs av Dioscoro S. Rabor 1952. Crocidura negrina ingår i släktet Crocidura och familjen näbbmöss. IUCN kategoriserar arten globalt som starkt hotad. Inga underarter finns listade i Catalogue of Life.
Denna näbbmus förekommer endemisk på ön Negros i Filippinerna. Den lever i kulliga områden och i bergstrakter mellan 500 och 1450 meter över havet. Arten vistas i ursprungliga skogar. Den har troligen ingen förmåga att anpassa sig till landskapsförändringar.